# Felix Hausdorff
Felix Hausdorff   (Breslau, 8 de novembre de 1868 - Bonn, 26 de gener de 1942) fou un matemàtic alemany que va establir les bases de la topologia moderna i va contribuir significativament a la teoria de conjunts, la teoria de la mesura i l'anàlisi funcional.

## Vida
Hausdorff va estudiar a la Universitat de Leipzig i es va graduar el 1891. Va ser professor a les universitats de Leipzig (1902-1910), Bonn (1910-1913) i (1921-1934) i Greifswald (1913-1921). Amb el règim nazi, Hausdorff, que era d'origen jueu i malgrat el seu prestigi, va perdre primer la seva posició l'any 1934 i després de moltes penalitats es va suïcidar amb la seva esposa i la seva cunyada a la seva casa de Bonn abans de ser deportat a un camp de concentració. L'únic matemàtic amb el que va tenir contactes en els seus darrers anys va ser el seu col·lega de la Universitat de Bonn Erich Bessel-Hagen. El dia abans de morir, el 25 de gener, va escriure aquesta carta al seu amic i advocat:

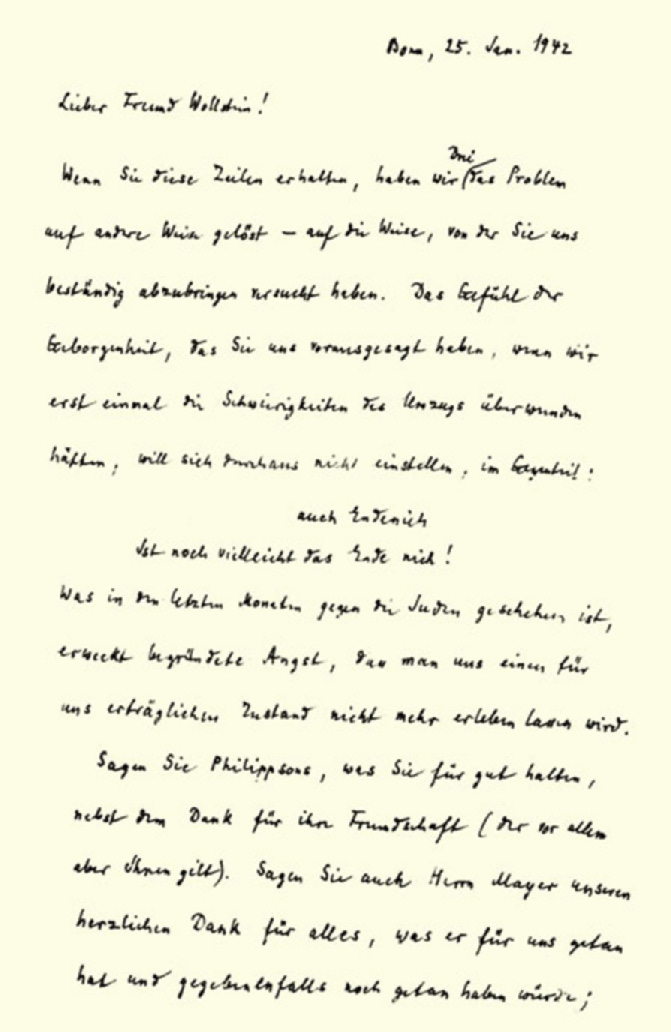
Carta de comiat de Felix Hausdorff

| « | Benvolgut amic Wollstein, Quan rebeu aquestes línies, nosaltres tres haurem solucionat el problema d'un altra manera —de la manera que vós heu provat contínuament dissuadir-nos... Tot el que s'ha fet als jueus durant els darrers mesos ens ha fet créixer una ansietat ben fonamentada que no podrem tenir mai més una existència suportable. Oblideu-nos, no fer-ho us podria causar perjudicis en el futur; estic convençut que vós heu fet tot el que podíeu (i que potser no era gaire). I oblideu-vos també de la nostra deserció! Us desitgem que vós i els vostres amics gaudiu de millors temps. Sempre vostre, Felix Hausdorff. | » |

## Obra
A més a més de moltes altres aportacions, va introduir el concepte de dimensió de Hausdorff, utilitzada a la teoria dels fractals, i en topologia, el concepte d'espais de Hausdorff. També va escriure obres literàries sota el pseudònim de Paul Mongré.
Obres literàries
- Sant' Ilario. Gedanken aus der Landschaft Zarathustras. (1897)
- Das Chaos in kosmischer Auslese. (1898)
- Ekstases. (1900) (Poesia)
- Der Arzt seiner Ehre. (1904)

Obres matemàtiques
- Zur Theorie der astronomischen Strahlenbrechung. (1891) (Tesi doctoral)
- Grundzüge einer Theorie der geordneten Mengen. (1908) Fonaments d'una teoria dels conjunts ordenats
- Grundzüge der Mengenlehre. (1914) Fonaments de teoria de conjunts (reeditada i revisada el 1927 i el 1937)
- Dimension und äusseres Mass. (1919)